# أب وابنته (فلم)
الأب وابنته هو فيلم تحريك صور قصير من إخراج ميخائيل دودوك دي فيت سنة 2000.
فاز الفيلم بجائزة الأوسكار لأفضل فيلم رسوم متحركة قصير سنة 2000.
حصل الفيلم على أكثر من 20 جائزة وترشيح واحد ، ويعتبر الأكثر نجاحًا في سلسلة أعمال دودوك دي فيت.

## القصة
يُودّع والد ابنته ثم يرحل. تنتظره لأيام وشهور وسنوات. تصبح امرأة شابة، وتؤسس أسرة، وتصبح عجوزا، وتفكر فيه دائما.

## وصلات خارجية
- مقالات تستعمل روابط فنية بلا صلة مع ويكي بيانات